# Спешнёво (Корсаковский район)
Спешнёво — село в Корсаковском районе Орловской области России. Административный центр Спешнёвского сельского поселения.

## География
Село находится в северо-восточной части Орловской области, в лесостепной зоне, в пределах центральной части Среднерусской возвышенности, на правом берегу реки Наречье, при автодороге 54К-210, на расстоянии примерно 17 км (по прямой) к юго-западу от Корсаково, административного центра района. Абсолютная высота — 256 м над уровнем моря.

### Климат
Климат умеренно континентальный, с умеренно холодной продолжительной зимой и тёплым летом. Среднегодовая температура воздуха — 4,6 °C. Средняя температура воздуха самого холодного месяца (января) — −9,2 °C (абсолютный минимум — −39 °C); самого тёплого месяца (июля) — 18,8 °C (абсолютный максимум — 38 °С). Продолжительность периода активной вегетации растений колеблется от 137 до 150 дней. Среднегодовое количество атмосферных осадков составляет 515 мм, из которых большая часть выпадает в тёплый период. Снежный покров держится в течение 125 дней.

### Часовой пояс
Село Спешнёво, как и вся Орловская область, находится в часовой зоне МСК (московское время). Смещение применяемого времени относительно UTC составляет +3:00.

## История
До революции село находилось в составе Чернского уезда Тульской губернии.

## Население
| 1857 | 1915  | 2002 | 2010 |
| ---- | ----- | ---- | ---- |
| 840  | ↗1133 | ↘165 | ↘113 |

### Половой состав
По данным Всероссийской переписи населения 2010 года, в гендерной структуре населения мужчины составляли 42,5 %, женщины — соответственно 57,5 %.

### Национальный состав
Согласно результатам переписи 2002 года, в национальной структуре населения русские составляли 98 % из 165 чел.

## Известные жители
До 1852 года жил в своём имении в селе Спешнево князь Пётр Владимирович Долгоруков (1816—1868) — русский историк и публицист, составитель «Российской родословной книги».